# Skorradalur
Die Landgemeinde Skorradalur (isländisch Skorradalshreppur) ist eine dünn besiedelte isländische Gemeinde in der Region Vesturland im Westen Islands. Am 1. Januar 2023 hatte die Gemeinde 75 Einwohner.

## Geografie

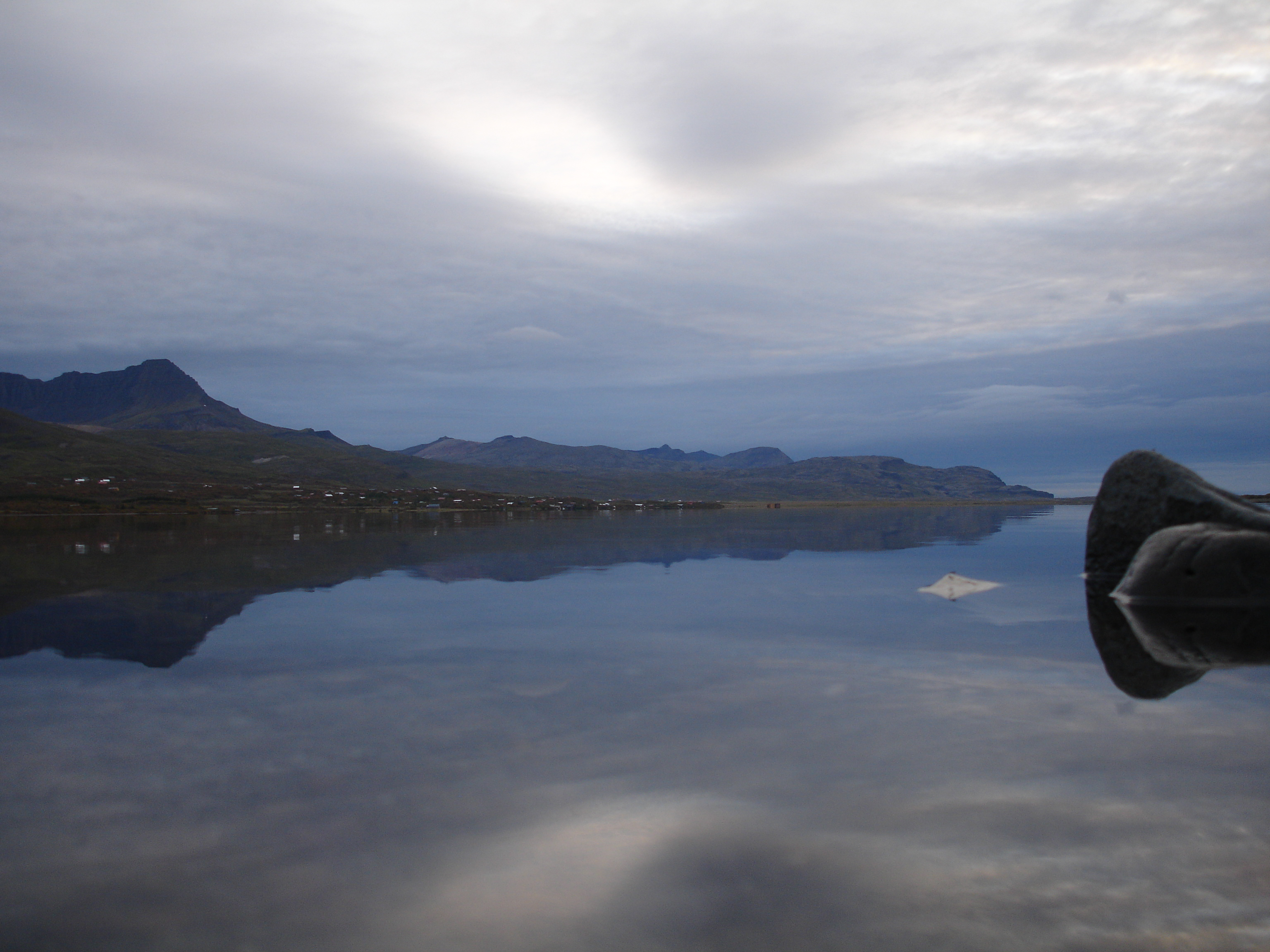
Spiegelung des Gipfels Skessuhorn des Bergs Skarðsheiði im See Skorradalsvatn

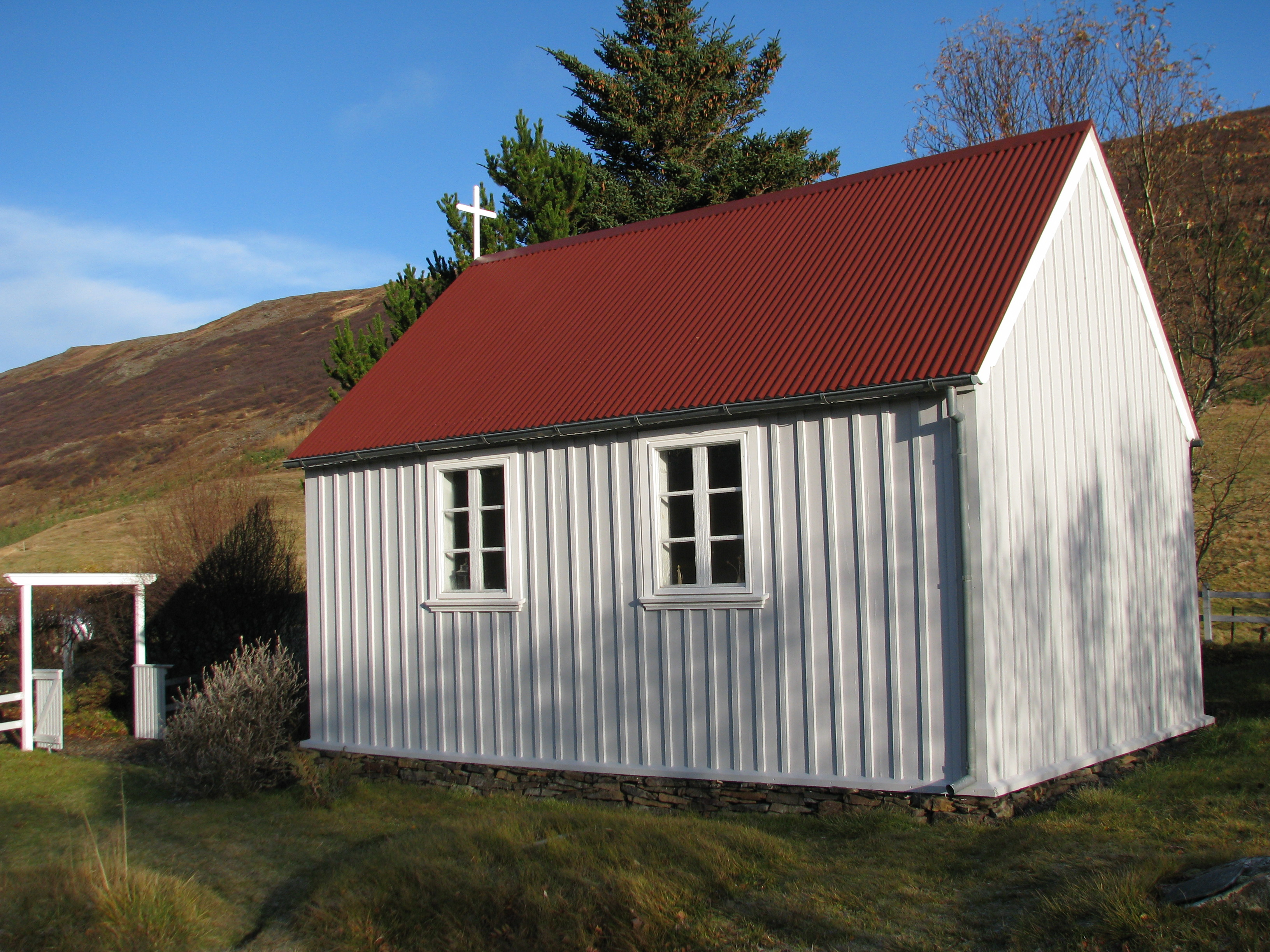
Fitjakirkja

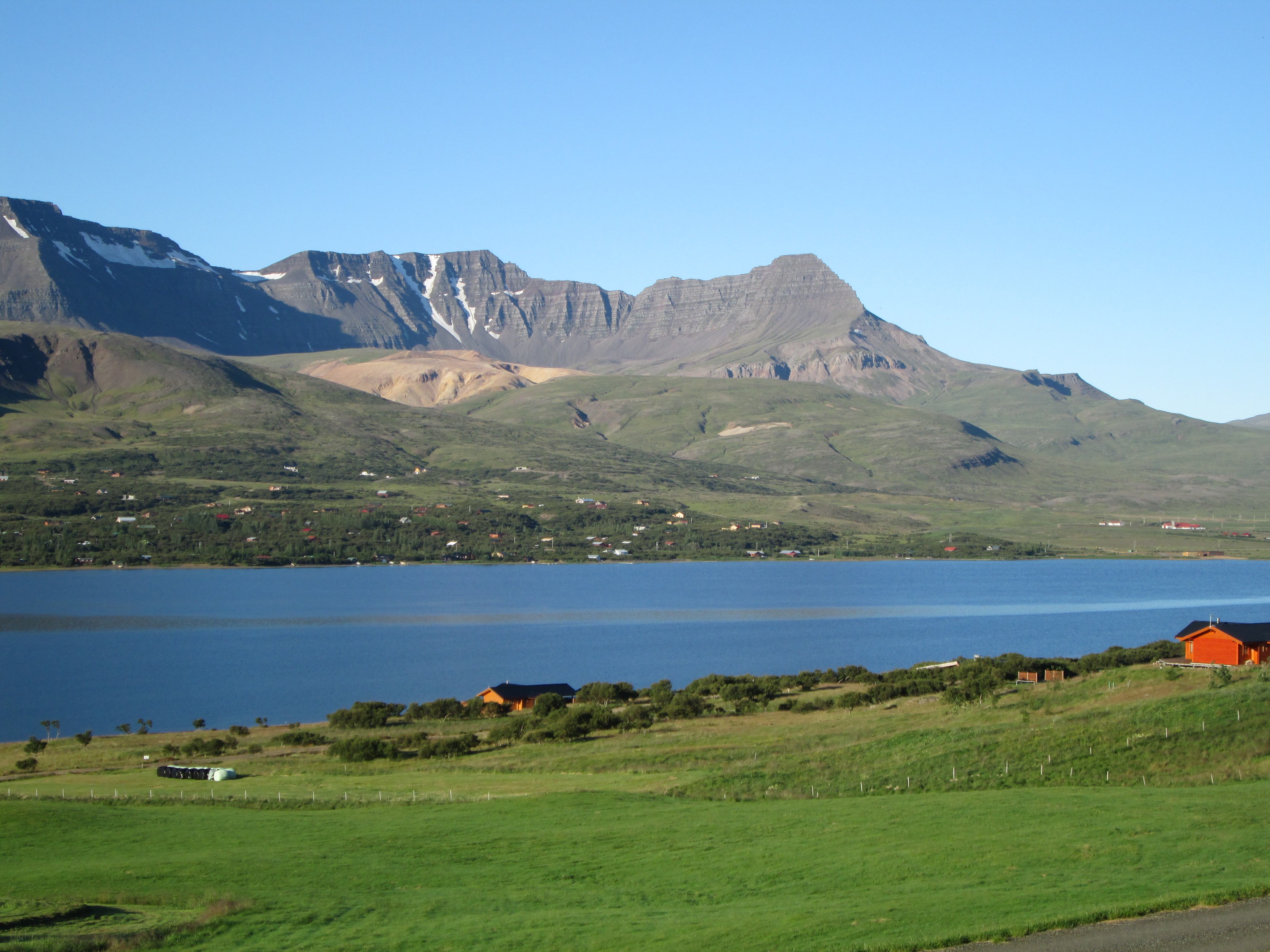
Skorradalsvatn

Skorradalur ist eine der wenigen Gemeinden Islands ohne direkten Zugang zum Meer. Das Gemeindegebiet liegt beidseits des langgestreckten Sees Skorradalsvatn, der sich südlich des Skorradalsháls befindet. Im äußerten Südwesten des Gemeindegebiets, an der Grenze zu Hvalfjarðarsveit, liegt der Berg Skarðsheiði. Im Südosten des Gemeindegebiets liegt die Botnsheiði.
Skorradalur grenzt im Norden an die Gemeinde Borgarbyggð, im Süden an Hvalfjarðarsveit. Östlich der Gemeinde liegt der See Reyðarvatn.
Das Waldgebiet Selsskógur dehnt sich am Südufer des Skorradalsvatns aus, wo sich auch ein Campingplatz befindet.

## Einwohnerentwicklung
| Datum         | Einwohner |
| ------------- | --------- |
| 1. Dez. 1981: | 67        |
| 1. Dez. 1997: | 52        |
| 1. Dez. 2003: | 55        |
| 1. Dez. 2004: | 64        |
| 1. Dez. 2005: | 64        |
| 1. Dez. 2006: | 56        |

## Besonderheiten
Die kleine Holzkirche Fitjakirkja am Ostufer des Sees Skorradalsvatn wurde 1896–1897 auf dem traditionsreichen Hof Fitjar erbaut. Schon lange vor der Reformation stand hier eine katholische Kirche, die dem hl. Nikolaus geweiht war. Die erste urkundliche Erwähnung der Fitjakirka findet sich in einer Liste aller Kirchen Islands, die Bischof Pál Jónsson im Jahre 1200 zusammenstellte. Die Kirche wurde von den auf dem Gehöft Fitjar ansässigen Landwirten Gebr. Júlíus und Stefán Guðmundsson errichtet, und sie war eine der letzten Kirchen Islands, die ohne einen Turm oder Dachreiter erbaut wurde.  Die Bänke standen ursprünglich in Längsrichtung zum Kirchenschiff. Diese Anordnung war früher auf Island weit verbreitet, und die Fitjakirkja behielt als letzte Kirche des Landes diese Sitzordnung bei. Erst seit 1950 stehen auch hier die Bänke quer zum Kirchenschiff. Die Bemalung der Kanzel ist von 1790. Anlässlich ihres hundertjährigen Bestehens erhielt die Kirche 1997 ein neues Altargemälde, das die Künstlerin Þóreyja Magnúsdóttir gestaltet hatte. Die Fitjakirkja hat eine Länge von 6,41 m und eine Breite von 4,48 m und steht seit 1990 unter Denkmalschutz.